# American Saddlebred

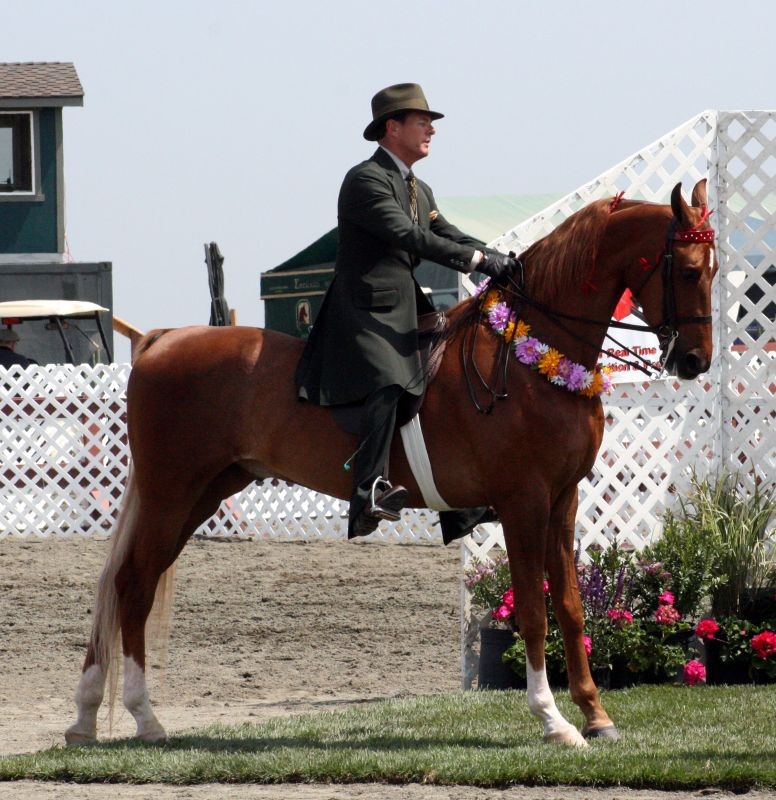
Koń American Saddlebred

American Saddlebred – rasa konia pochodząca ze Stanów Zjednoczonych.

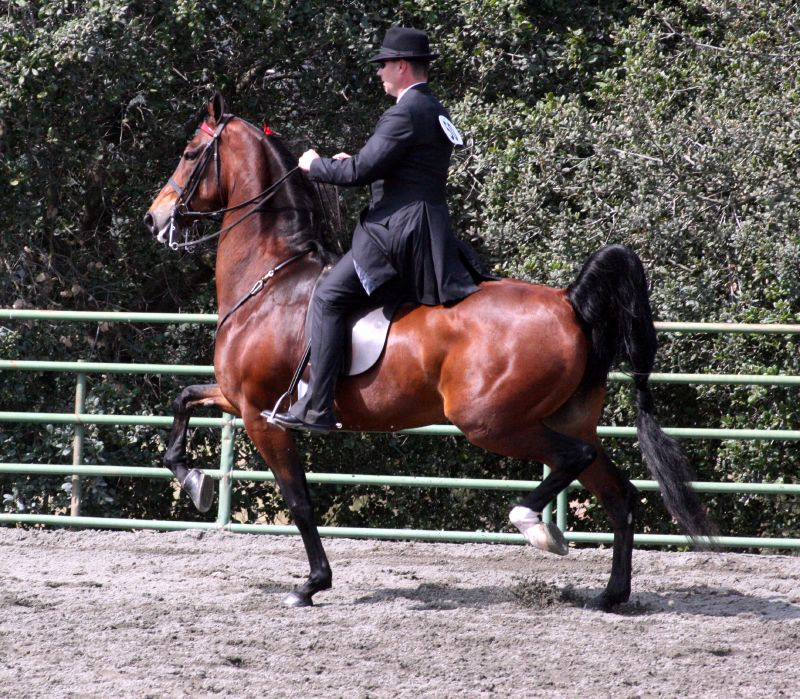
American Saddlebred w chodzie slow gait

## Budowa,pokrój,eksterier
American Saddlebred to elegancki, pełen wdzięku koń o egzotycznej budowie ciała. Ma wyjątkowo wysoko osadzoną, długą szyję i lekki kark; łopatki pochyłe; kłąb dobrze uformowany, usytuowany powyżej linii zadu; grzbiet mocny, krótki; zad krótki, prosty; głowa średniej wielkości, sucha, wysoko noszona; uszy sierpowate, małe i ruchliwe; chrapy szerokie; ganasze niegrube; nogi szczupłe, silne; pęciny długie, skośne; kopyta zostawia się by mocno wyrosły i obciąża się je ciężkimi podkowami. Grzywa jest bujna, jedwabista, u konia pięciochodnego pozostawia się w stanie naturalnym, u trójchodnego zostaje wystrzyżona za uszami. Maść dowolna jednolita, zwykle kasztanowata lub kara.
Szczególną uwagę u tych koni zwraca wysoko ustawiony ogon, w Ameryce anglezowany chirurgicznie. Operacja polega na podcięciu mięśni odpowiedzialnych za poruszanie ogonem, a następnie modelowanych w specjalnej uprzęży, w wyniku czego, sterczy im do góry. W Europie prawo zabrania takiego zabiegu, niemniej często koniom przystrzyga się nasadę ogona, aby podkreślić jego wysokie osadzenie.
Wysokość w kłębie wynosi od 150 do 163 cm, a masa ciała od 454 kg do 545 kg.

## Chody
Oprócz trzech podstawowych rodzajów chodów amerykański koń wierzchowy może prezentować dwa dodatkowe:
- slow gait – wyniosły, czterotaktowy, powolny, z momentami zawieszenia przed postawieniem nogi, oraz
- rack – także czterotaktowy, szybki chód. Oba są odmianami toltu.

## Użytkowość
Poza użytkowaniem wierzchowym, koni tych używa się także do zaprzęgu. Są one wrażliwe i nerwowe, co potęguje uciążliwość treningu chodów. Jako konie do rekreacji wymagają wiele pracy i doświadczenia jeźdźców.

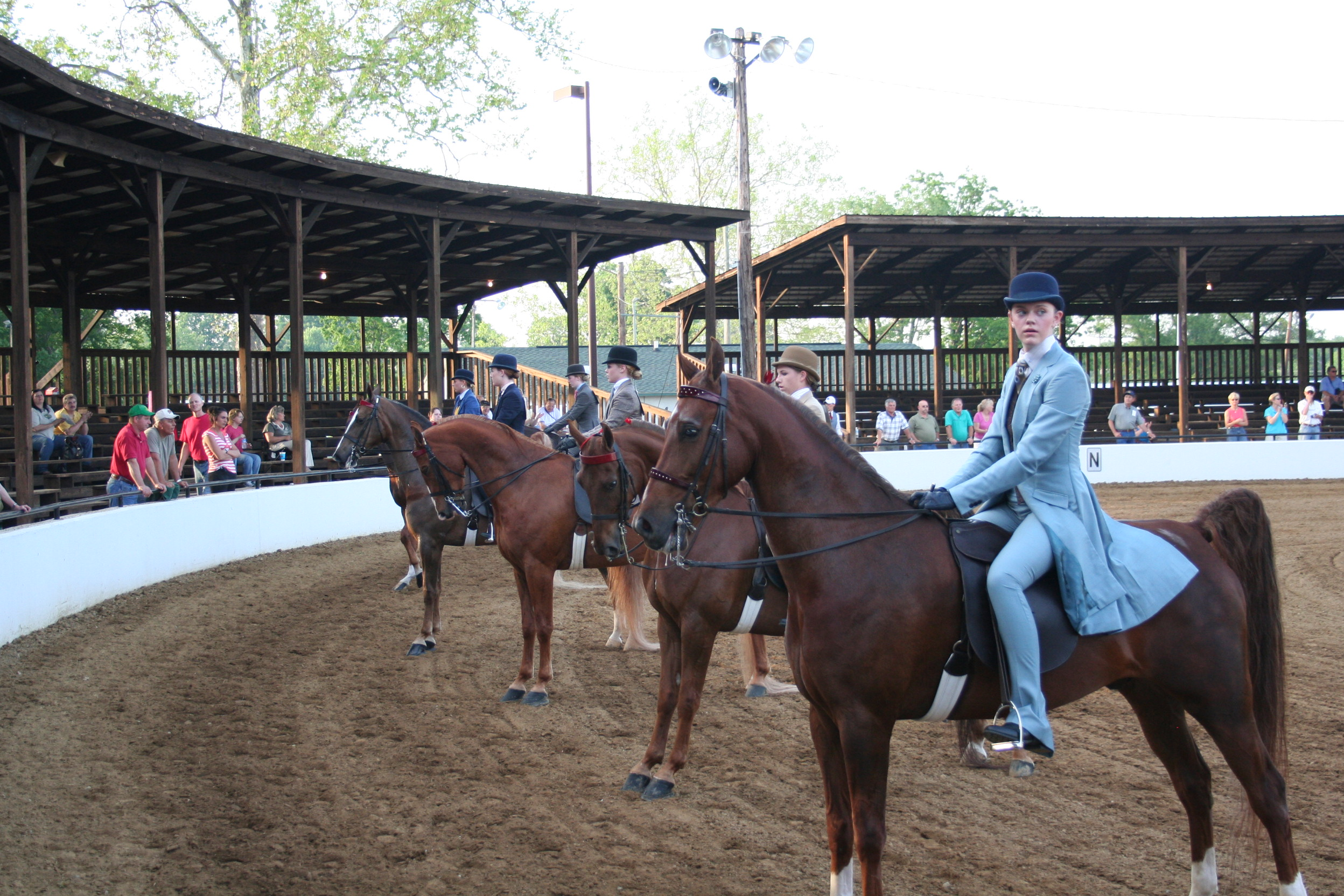
Konie American Saddlebred na pokazie
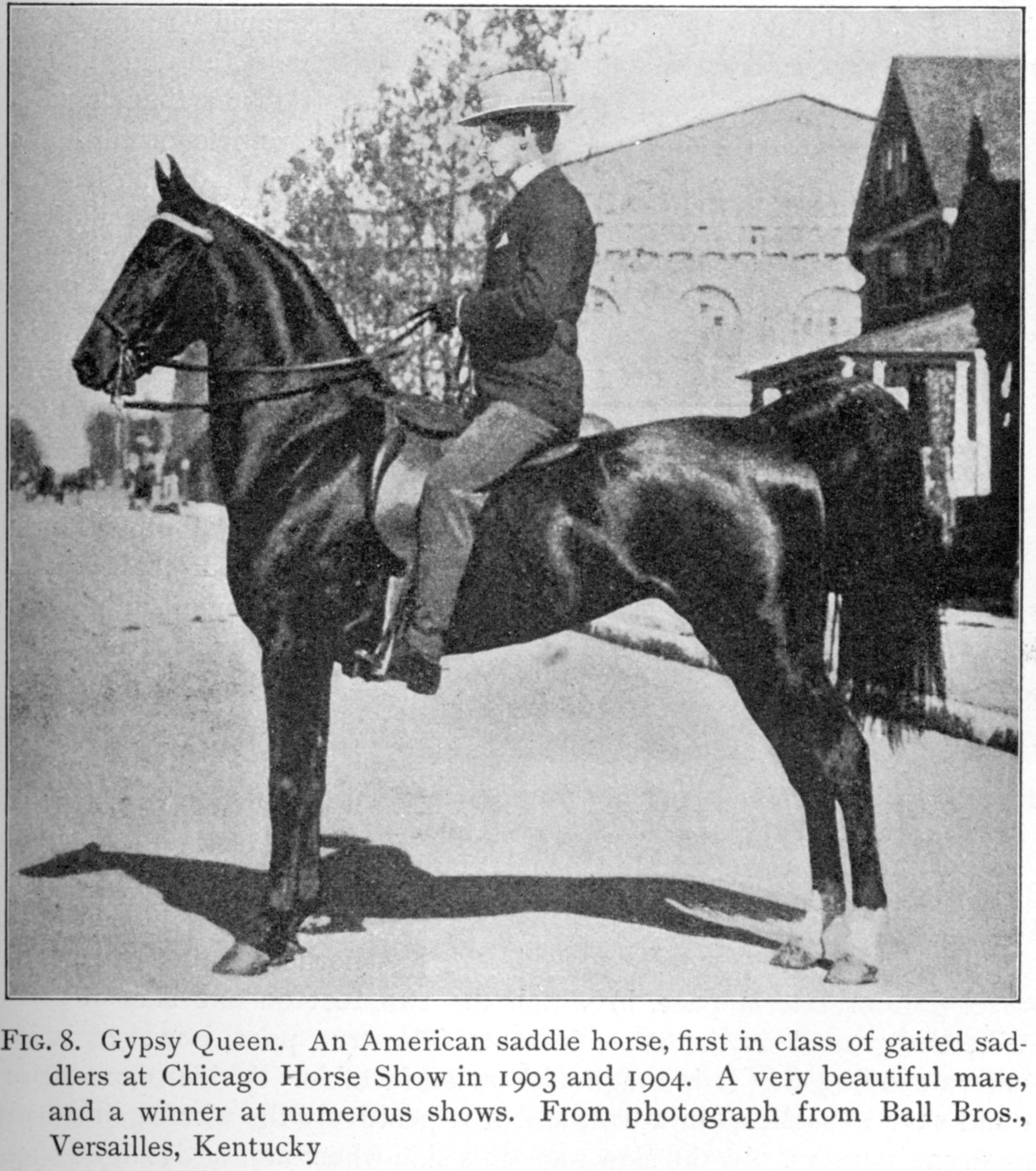
Gypsy Queen, klacz Saddlebred, ok. 1906

## Temperament
Są to konie wrażliwe, łatwo dają się ponieść nerwom, dlatego też praca z nimi bywa uciążliwa. Jeździec musi się wykazywać doświadczeniem, a nierzadko też silną ręką.